# (1699) Honkasalo
(1699) Honkasalo ist ein Asteroid des Hauptgürtels, der am 26. August 1941 von dem finnischen Astronomen Yrjö Väisälä in Turku entdeckt wurde. 
Der Asteroid wurde nach dem finnischen Mathematiker und Schüler des Entdeckers Tauno Bruno Honkasalo benannt.